# Kemijen
Kemijen is een bestuurslaag in het regentschap Semarang van de provincie Midden-Java, Indonesië. Kemijen telt 13.397 inwoners (volkstelling 2010).